# Sometent
Das Sometent (vom katalanischen so metent, spanisch und französisch Somatén) ist die andorranische Miliz aller Wehrfähigen. Sie kann bei inneren Krisen oder Naturkatastrophen aktiviert werden. Andorra ist ein Land ohne stehendes Heer.  Für innere Sicherheit ist normalerweise aber seit den 1930er Jahren das Polizeikorps (El Cos de Policia d’Andorra) zuständig. Eine 12 Mann starke Garde aus Freiwilligen übernimmt repräsentative Aufgaben.

## Geschichte
Seit dem 13. Jahrhundert oblag die Verteidigung Andorras einer paramilitärischen Volksmiliz namens Sagramental. Am 3. Juni 1993 schlossen die Andorranische Regierung (Govern) und die beiden Schutzmächte Spanien und Frankreich ein Verteidigungsabkommen ab.